# Jaskolskiïta
La jaskolskiïta és un mineral de la classe dels sulfurs. Rep el seu nom en honor de Stanisław Jaskólski (1896-1981), geòleg polonès i professor a la Akademia Górniczo-Hutnicza de Cracòvia. Va desenvolupar la microscòpia mineral a Polònia.

## Característiques
La jaskolskiïta és un sulfur de fórmula química CuxPb2+x(Sb,Bi)2-xS₅ (x = 0,15). Cristal·litza en el sistema ortoròmbic en forma de cristalls en forma d'agulla amb terminacions deficients, els quals menys d'1 mm de llarg, aïllats o en agregats irregulars. La seva duresa a l'escala de Mohs és 4.
Segons la classificació de Nickel-Strunz, la jaskolskiïta pertany a «02.H - Sulfosals de l'arquetip SnS, amb Cu, Ag, Fe, Sn i Pb» juntament amb els següents minerals: aikinita, friedrichita, gladita, hammarita, krupkaïta, lindströmita, meneghinita, pekoïta, emilita, salzburgita, paarita, eclarita, giessenita, izoklakeïta, kobellita, tintinaïta, benavidesita, jamesonita, berryita, buckhornita, nagyagita, watkinsonita, museumita i litochlebita.

## Formació i jaciments
La jaskolskiïta es forma en els agregats de sulfosals i sulfurs en filons hidrotermals polimetàl·lics. Va ser descoberta a les mines Vena, a Hammar (Närke, Suècia). També ha estat descrita a la mina Apollo, a Raubach (Renània-Palatinat, Alemanya); a la mina La Concordia, a San Antonio de los Cobres (Província de Salta, Argentina); la mina Izok Lake, al llac Itchen (Nunavut, Canadà); múltiples indrets d'Eslovàquia; a la mina Los Frailes, a Aznalcóllar (Província de Sevilla, Sevilla); a Iilijärvi, a Kisko (Finlàndia Occidental, Finlàndia); a Cava del Ferro, a Formovolasco (Toscana, Itàlia); en dos indrets de Rússia; al dipòsit d'or Heishuigou, a la Prefectura de Longnan (Gansu, Xina).
Sol trobar-se associada a altres minerals com: galena, pirrotita, calcopirita, arsenopirita, cobaltita, pirita, esfalerita, bismut, antimoni, cubanita, freibergita, izoklakeïta, gudmundita, gersdorffita, meneghinita.